# Circus Kid
Pour plus de détails, voir Fiche technique et Distribution.
Circus Kid (Peck's Bad Boy with the Circus) est un film américain réalisé par Edward F. Cline et sorti en 1938, d'après des personnages créés par George W. Peck.

## Fiche technique
- Titre : Circus Kid
- Titre original : Peck's Bad Boy with the Circus
- Réalisation : Edward F. Cline
- Scénario : David Boehm, Al Martin, Robert Neville d'après les personnages de George W. Peck[1]
- Producteur : Sol Lesser, Leonard Fields
- Photographie : Jack MacKenzie
- Musique : Victor Young
- Montage : Arthur Hilton
- Durée : 78 minutes
- Date de sortie : 
  - États-Unis : 25 novembre 1938

## Distribution
- Tommy Kelly : Bill Peck
- Ann Gillis : Fleurette de Cava
- Edgar Kennedy : Arthur Bailey
- Benita Hume : Myrna Daro
- Billy Gilbert : Bud Boggs
- Grant Mitchell : Henry Peck
- Nana Bryant : Mrs. Henry Peck
- George 'Spanky' McFarland : Pee Wee
- Louise Beavers : Cassey
- William Demarest : Daro
- Harry Stubbs : Hank